# Robert Gibbs

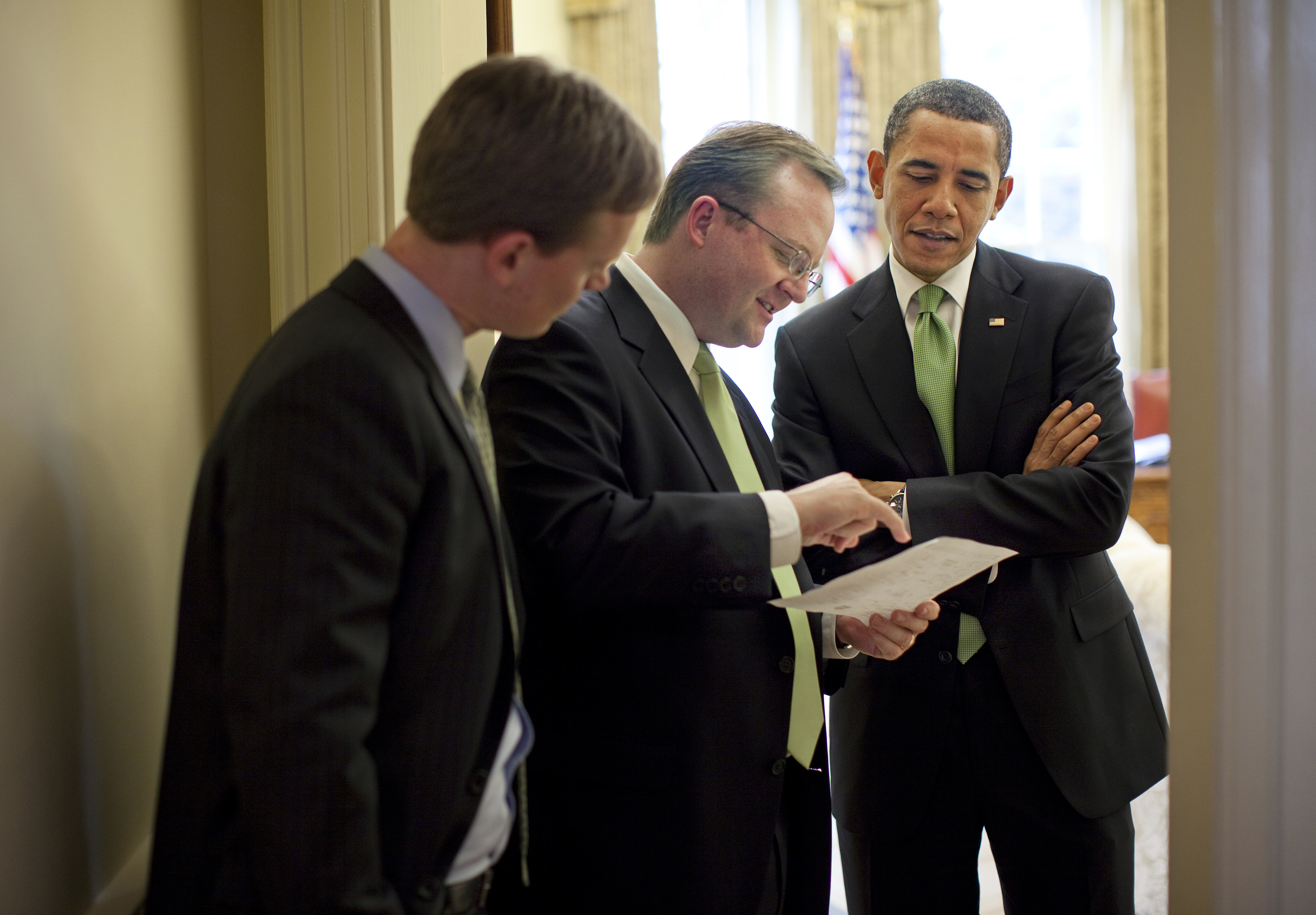
Robert Gibbs mit US-Präsident Barack Obama (März 2009).

Robert Lane Gibbs (* 29. März 1971 in Auburn, Alabama) war vom 20. Januar 2009 bis zum 11. Februar 2011 der Pressesprecher des Weißen Hauses unter der Präsidentschaft von Barack Obama. Seine Vorgängerin war Dana Perino.
Anfang 2011 verließ er seinen Posten. Sein Nachfolger wurde Jay Carney.
2015 wurde Gibbs Kommunikationschef bei McDonald’s.